# Benk
Benk là một thị trấn thuộc hạt Szabolcs-Szatmár-Bereg, Hungary. Thị trấn này có diện tích 8,5 km², dân số năm 2010 là 449 người, mật độ 53 người/km².